# Зангезурски коридор
Зангезурски коридор, познат и као Сјунишки коридор или Мегрински коридор, пројекат је транспортног коридора дужине 40 км који заговара Азербејџан кроз историјско-географску област Зангезур или административну покрајину Сјуник на југу Јерменије, који се сматра могућим средством за обезбјеђивање транспортних веза између западних рејона Азербејџана и његове ексклаве Нахчивана. Овај концепт све више заговарају Азербејџан и Турска од краја Другог нагорнокарабашког рата (2020), док му се Јерменија досљедно противи, тврдећи да „логика коридора” одступа од тространог прекида ватре и представља облик пропаганде.
Разни посматрачи су коментарисали „Зангезурски коридор”, анализирајући политичке импликације употребе овог термина и његове посљедице ако се примјени, карактеришући концепт као пантуркијски агенду.

## Предисторија
Послије распада Совјетског Савеза и избијања Првог нагорнокарабашког рата, комуникација на овим просторима је престала. Под контролу непризнате Нагорнокарабашке Републике прешли су азербејџански рејони између Нагорнокарабашке Аутономне Области и иранске границе — Кубатлински, Зангелански, Џебрајиљски и трећина Фузулинског рејона. Прекинуте су жељезничке везе у овим рејонима и у Сјунику. Копнена веза Нахчивана са Азербејџаном је прекинута.  Становници Азербејџана су у Нахчиван могли стићи само ваздушним путем или преко Ирана. Међутим, на мировним преговорима разговарало се о питањима деблокаде транспортних веза.
Још 1992, узимајући у обзир приједлог који су првобитно саставили Пол Гобл из америчког Стејт департмента, турски предсједник Тургут Озал и министар иностраних послова Хикмет Четин, представљена је тзв. „формула двојног коридора”: Азербејџан би морао да се одрекне планинског дијела Нагорно-Карабах, претежно насељеног Јерменима, а Јерменија би заузврат дала Азербејџану јужни Зангезурски коридор, повезујући тако Нахчиван са остатком Азербејџана. Стране су најближе договору биле 2001. године. Како је подсјетио бивши јерменски предсједник Роберт Кочарјан, Јерменија је била спремна да обезбједи Азербејџану транспортни коридор до Нахчивана кроз Сјуник као одговор на пристанак Бакуа на присаједињење Карабаха Јерменији. Према Кочарјану, ове споразуме није било могуће потписати због противљења азербејџанске Народне скупштине.

## Историја
У јесен 2020. почео је Други нагорнокарабашки рат. Азербејџанска војске је задала главни удар у јужном правцу и, крећући се дуж границе са Ираном, стигла до Сјуника у Јерменији. Шефови држава Азербејџана и Русије и шеф владе Јерменије потписали су 9. новембра 2020. по московском (UTC+3) времену (по азербејџанском и јерменском UTC+4 — 10. новембар) тространу изјаву о прекиду ватре. Према тачки 9 изјаве, утврђено је да „Република Јерменија гарантује безбједност транспортних комуникације између западних рејона Азербејџана и Нахчиванске Аутономне Републике у циљу организовања несметаног кретања грађана, транспортних средстава и терета у оба смјера.” Контролу транспортних комуникација, како се наводи у саопштењу, мораће да спроводи руска Погранична служба Федералне службе безбједности. Споразумом између Азербејџана и Јерменије, како се наводи у изјави, биће обезбјеђена изградња нових транспортних комуникација које повезују Нахчиван са западним рејоним Азербејџана.
Према америчког аналитичару Полу Гоблу, изјава се односи на позив Москве за отварање прекограничних транспортних линија, нарочито у Сјунику у Јерменији — копненог моста између само Азербејџана и Нахчивана. Пољска аналитичарка Наталија Конаржевска такође напомиње да тачка 9 ове изјаве садржи опште одредбе о деблокади свих економских транспортних веза у регији, али само непосредно помиње везу између главног дијела Азербејџана и Нахчивана. Овај коридор, према Конарржевској, пролази кроз Сјуник у Јерменији, која ће бити дужна да гарантује безбједан и слободан пролаз људи и робе.
Шефови држава Азербејџана и Русије и шеф владе Јерменије потписали су 11. јануара 2021. изјаву у којој се наводи да је у циљу спровођења тачке 9 Изајеве од 9. новембра 2020. о деблокади свих економских и транспортних веза у регији, приједлог руског предсједника Владимира Путина добија подршку у стварању тростране радне групе под заједничким предсједавањем замјеника премијера Азербејџана, Јерменије и Русије. Радна група је до 1. марта 2021. морала да достави „списак и распоред за спровођење мјера обнове и изградње нових транспортних инфраструктурних објеката неопходних за организацију, реализацију и безбједност међународног транспорта који се обавља преко Азербејџанске Републике и Републике Јерменије, за чију реализацију је потребан прелазак територије Азербејџанске Републике и Републике Јерменије.” Према азербејџанском предсједнику Илхаму Алијеву, ова нова тространа изјава западно „подвлачи црту испод онога што се догодило прошле године.” Како је рекао Алијев,  деблокирање транспортних комуникација ће „омогућити Азербејџану да успостави комуникацију са Нахчиванском Аутономном Републиком по први пут у посљедњих 30 година, а Јерменија ће, преко територије Азербејџана, добити жељезнички приступ Русији и Ирану. Поред тога, биће омогућен приступ турском тржишту и турским и руским жељезничким артеријама.”
У фебруару 2021. почела је изградња жељезничке групе Хорадиз—Агбенд у азербејџанском Фузулинском рејону, на територији која је под контролу Бакуа прешла у јесен 2020. године. Како се наводи на веб-сајту предсједника Азербејџана, 100 км дуга магистрала створиће непосредну жељезничку везу између главног дијела Азербејџана и Нахчивана.
Поводом овог коридора, Алијев је дао изјаве о својој намјери да повезе азербејџанску ексклаву — Нахчиван (која се граничи са Турском) — са главном дијелом територије Азербејџана.
Илхам Алијев је 20. априла 2021. изјавио:
Стварање Зангезурског коридора у потпуности одговара нашим националним историјским и будућим интересима… Ми ћемо живјети Зангезурски коридор, хтјела то Јерменија или не. Ако хоће, лакше ћемо то да ријешимо, ако неће, ријешићемо на силу. Као и прије и за вријеме рата, рекао сам да они морају својом вољом да напусте наше земље или ћемо их уклонити силом. И тако се догодило. Иста ће бити и судбина Зангезурског коридора.
Према секретару за штампу Министарства спољних послова Азербејџана Лејле Абдулајеве у интервјуу 20. априла, предсједник Азербејџана је говорио о могућем реваншизму против Азербејџана у Јерменији и могућим пријетњама територијалном интегритету Азербејџана, додајући да је то „питање националне одбране, питање националне безбједности”.
Крајем априла, Алијев је обишао рушевине жељезничке станице у селу Минџиван, и изјавио да ће та пруга бити обновљена, као и станица, а затим да ће се протезати Зангезурским коридором до Нахчивана.
У мају 2021. отворена је жељезничка станица у Ордубаду у Нахчивану, граду уз саму границу са Јерменијом. Одржана је и свечаност отварања аутопута Џулфа—Ордубад, који се налази на граници са Јерменијом. Према Алијеву, ови путеви ће на крају повезати Нахчиван са главном територијом Азербејџана. Превиђена је и изградња пута дужине 15—16 км од Ордубада до границе са Јерменијом. Према Алијеву, на састанцима тростране радне групе на нову замјеника предсједника влада Азербејџана, Јерменија и Русије, предузети су „веома озбиљни кораци” на изградњи Зангезурског коридора. Замјеник предсједника влада Јерменије Мхер Григорјан изјавио је да Азербејџан и Јерменија уз посредовање Русије, разговарају о деблокади свих комуникација које су функционисале у совјетско вријеме.
Регија могућег транспортног коридора сматра се стратешки важним рејоном. Илхам Алијев је давао предност рјешавању питања Зангезурског коридора са Русијом, а не са Јерменијом. У интервјуу за Азербејџанску телевизију 10. маја, Алијев је ову одлуку објаснио „јерменске жељезнице припадају Русији”.
Илхам Алијев је 30. маја 2021. на састанку са турским министром транспорта и инфраструктуре Адилом Караисламилоглуом рекао да ће Зангезурски коридор, на којем Азербејџан ради, обезбједити „нову везу између Турске и Азербејџана.” Караисмаилоглу је са своје стане обавијестио да је турска страна завршила пројекте за изградњу жељезничке пруге између Нахчивана и Карса, као и дионице Карс—Аралик—Дилуџу.
У Шуши је 15. јуна 2021. потписана декларација о савезничким односима Азербејџана и Турске, чија се једна од тачака непосредно односила на Зангезурски коридор. У декларацији је наведено да ће овај коридор „између западних региона Азербејџанске Републике и Нахчиванске Аутономне Републике Азербејџана и изградња жељезничке пруге Нахчиван—Карс као наставак овог коридора дати важан допринос интензивирању транспорта и комуникација између двије земље.”
Премијер-министар Јерменије Никол Пашињан и предсједник Азербејџана Илхам Алијев су 16. децембра 2021. на преговорима у Бриселу потврдили споразум о изградњи пруге Јерасх—Џулфа—Ордубад—Мерги—Хорадиз. Према Пашињану, након пуштања у рад ове пруге, Јерменија ће добити везе са Русијом и Ираном, а Азербејџан са Нахчиваном.
Пашињан је 14. јануара 2022. створио радну групу за обнов пруге на дионицама Јерасха и Мегри. За шефа радне групе именован је Пашињанов савјетник Арташес Тумањан.
Од маја 2023. изграђено 70% коридора.

## Економска перспектива
Према прорачунима Центра за анализу економских реформи и комуникација Азербејџана, деблокада транспортних веза између главне територије Азербејџана и Нахчивана помоћи ће земљи да повећа извоз за 710 милиона америчких долара. Баку ће такође уштедјети 10 милиона долара, који се сваке године троше на субвенционисање летова Баку—Нахчиван. Осим тога, отварањем пруге омогућиће се успостављање непосредног снабдијевања гасом. Транутно се снабдијевање гасом преко систем размјене одвија преко територије Ирана. Истовремено, Техеран задржава 15% азербејџанског транзита у виду плаћања. Према шефу Центра, доктора економских наука Вусала Гасимилија, жељезничка линија Карс—Нахчиван—Мегри—Зангилан—Баку је важна не само са становиштва укидања блокаде Нахчивана, него и становишта смањење транспортних трошкова, повећања спољнотрговинских могућности, повећања туристичког и путничког транспорта, као и привлачења инвестиција у регији.
Азербејџански оријенталиста Рауф Раџабов, заузврат, вјерује да ће Зангезурски коридор дати Јерменији жељезничку везу са Русијом преко Азербејџана, која ће, заузврат, бити повезана преко Јерменије са Турском. Русија и Турска ће, према Раџабову, бити повезане и жељезницом овим коридором, што ће, између осталог, повећати руско-турски трговински промет. Виши савјетник Центра за анализу међународних односа Азебејџана Васиф Хусејнов сматра да ће Зангезурски коридор између главног дијела Азербејџана и Нахчивана кроз јужну Јерменију, ако буду отворен, имати већи економски значај за сродне државе него геополитичке посљедице у краткорочној и средњорочној перспективи.
Према азербејџанском посланику и економисти Вугару Бајрамову, отварање Зангезурског коридора ће „имати утицај на економију туркојезичких земаља и створити услове за повећања значаја транспортних коридора исток—запад и сјевер—југ”. Овај коридор ће, према Бајрамову, „ујединити регион који има прилично велики економски потенцијал и природне ресурсе”, а такође ће „повећати стратешки значај Азербејџана”.
Како је изјавио министар економије Азербејџана Микаил Џабаров, Зангезурски коридор ће повећати транзитни и логистички потенцијал региона, чије ће спровођење „довести до покретања нових транспортних праваца”, повећаће економску моћ Азербејџана, а такође ће „ојачати регионалну сарадњу и стабилност”.
Према руском политикологу, посланику Државне думе и члану Јавне коморе Русије Сергеју Маркову, стварање Зангезурског коридора је моћан пројекат који може постати подстицај економском расту не само земаља региона, него треба да изведе Јерменију из хроничне економске кризе. Неуспјех реализације пројекта Зангезурског транспортног коридора значи, према Маркову, озбиљну деградацију могућности економског развоја Јерменије.
Према руском стручњаку за Кавказ Нурлану Гасимову, нова рута дуж Зангезурског коридора отвориће алтернативне путеве ка Јерменији. Овај коридор ће, према Гасимову, повезати Јереван и Техеран преко азербејџанског Нахчивана и Џулфе. Због чињенице да ће Јерменија захваљујући томе добити и приступ другим земља, а Техеран је скептичан према пројекту Загензурског коридора.
Према америчком дипломати и бившем копредсједавајућем Минске групе ОЕБС-а Метјуу Брајзу, спровођење Загензурског коридора има важну економску и геостратешку компоненту. Према његовом мишљењу, Зангезурски коридор ће објединити транспортне инфраструктуре Азербејџана, Ирана, Јерменија, Русије и Турске, што ће отворити нове могућности за улагање у велике регионалне пројекте.
Амерички аналитичар Пол Гобл напомиње да ће Турска, ако се Зангезурски коридор отвори, копненим путем повезати са главном територијом Азербејџана и средње Азије. Према пољском аналитичару Наталији Конаржевској, обнављање старе транспортне везе између главног дијела Азербејџана и Нахчивана неће само вратити непосредни копнени пролаз у ексклаву, већ ће имати и дубоке геополитичке посљедице, јер ће се отворити несметани копнени пролаз од Нахчивана до самог Азербејџана, а отвориће се и врата Турске ка Каспијском мору и средњој Азији. То ће за Анкару, како напомиње експерт, отворити нове економске могућности на јужном Кавказу и средњој Азији, као и могућност да ојача везе са туркијским народима који насељавају ове регионе.

## Ставови у Јерменији
У Јерменији се противе изградњи Зангезурског коридора. Јерменски премијер министар Никола Пашињан нагласио је да се у тространој изјави о прекиду ватре не помиње ни „Зангезур”, ни ријеч „коридор”, као и да се „споразум тиче сам деблокаде регионалних комуникација”. Рекао је да „Јерменија није, не разговара и неће разговара о ’логици коридора’”, међутим, „отварање транспортних веза је главни приоритет, пошто ће по овим споразумима Јерменија добити непосредне жељезничке везе са Ираном и Русијом”.
Члан скупштинског Одобра за одбрану, безбједности и борбу са корупцијом Азербејџана Елман Мамедов сматра да је Пашињанова изјава по којој Јереван неће разговарати о питању Зангезурског коридора са Бакуом изјава за унутрашњи аудиторијум и повезана је пријевременим парламентарним изборима у Јерменији 2021. године. Према Мамедову, постојање коридора се огледа у документима које су потписали Азербејџан, Јерменија и Русија 10. новембра 2020. и 11. јануара 2021. године.
Према јерменском политикологу Аршалујсу Мгдесјану, Зангезурски коридор је неповољан за Јереван, јер може додатно изоловати Јерменију. Он сматра да Зангезурски коридор није у интересу Ирана, пошто је Азербејџан преко иранске територије повезан са Нахчиваном, а Техеран не жели да изгуби транзитни статус.
Секретар Савјета безбједности Јерменије Армен Григорјан је 30. августа 2021. изјавио да на сувереној територији Јерменије не може постојати коридор друге суверене земље, јер ни изјава од 9. новембра 2020. ни изјава од 11. јануара 2021. не помињу било какав коридор. Према Григорјану, смисао деблокаде транспортних комуникација је да се отворе сви комуникациони путеви, док ће Јерменија користити територију Азербејџана за комуникацију са Русијом.

## Међународне процјене

### Русија
Коментаришући изјаву Илхама Алијева од 20. априла 2021, представница Министарства иностраних послова Русије Марија Захарова је рекла:
Ми позивамо стране да се уздрже од реваншистичке и милитаристичке реторике, која би поново могла да доведе регион на ивицу рата. Ми полазимо од тога да у саопштењу практични кораци Бакуа и Јеревана треба да буду у складу са тространим споразумима лидера Русије, Азербејџана и Јерменија од 9. новембра 2020. године и 11. јануара 2021. године. Што се, између осталог, тиче питања деблокаде економских, транспортних веза у региону, то се такође уклапа у логику коју сам изрекла.
Министар иностраних послова Русије Сергеј Лавров је 6. маја 2021, у одговору на захтјев да прокоментарише ријечи азербејџанског предсједника о стварању Зенгзурског коридора, изјавио је:
Што се тиче тростране интеракције на нивоу вицепремијера, овај механизам је створен одлуком предсједник Русије и Азербејџана и премијер министра Јерменије након њиховог састанка у Москви 11. јануара. Овај механизам предвиђа споразуме који могу бити искључиво добровољни, на обострано корисним основама и ни на који начин не подразумјевају ништа осим дипломатске сагласности и одлука које ће омогућити потпуно деблокаду економских веза. Било каква питања која могу бити у супротности са договорима тројице лидера, не могу се доживљавати као алтернатива договореном.

### Турска
Турски предсједник Реџеп Тајип Ердоган је у говору 16. јуна 2021. у азербејџанској скупштини рекао да ће жељезница, која би требало да почне да функционише у оквиру Зангезурског коридора, „омогућити грађанима Јерменије да се слободно крећу у Москву и широм свијета, тако да ће се ослободити блокаде, у коју су ударили.”
Разговарајући о стварању Зангезурског коридора, Ердоган је 17. јуна 2021. појаснио да нема несугласица са Русијом:
У овом тренутку не мислим да постоји неслагање на руској страни или намјера да се овај посао на Зангезурском коридору одложи. Напротив, Русија је овдје помоћник.

### Француска
Француски амбасадор у Јерменији Жонатан Лакот је у интервјуу за Азатутјун ТВ изјавио да „концепт ’коридора’ треба одбацити”, пошто су „коридори оставили веома лоша сјећања у историји дипломатије, као нпр. Данцишки коридор”; „коридори су оставли лошу успомену у међународном праву. Више не живимо у свијету коме стварамо коридоре на рачун туђих територија”.

### Оцјене медија
Обнова демонтиране жељезничке трасе од главног дијела Азербејџана до Нахчивана на овој дионици трасе ке, према посматрачима листа Комерсант, услов тространог споразума који су 9. новембра 2020. закључили лидери Азербејџана, Јерменије и Русије. Како је примјетио BBC News, према овом споразуму, Азербејџан ће добити „велики транспортни коридор” дуж јужне границе Јерменије са Ираном, који ће повезивати главну територију са њеном ексклавом — Нахчиваном, која се граничи са Турском. Према ријечима главног уредника источног издања новинске агенције Regnum, кандидата историјских наука Станислава Тарасова, тространи споразум о примирју у Нагорном Карабаху предвиђа отварање транспортног коридора између Нахчивана и главног дијела територије Азербејџана преко Зангезура.
Како наводи The National Interest, турски предсједник Реџеп Тајип Ердоган и азербејџански предсједник Илхам Алијев покушавају да незаконито редефинишу посљедњу клаузулу тростране изјаве о прекиду ватре, тумачећи је као коридор који би подијелио суверену територију Јерменије на пола, а игноришући први приједлог за откључавање економских и транспортних веза у региону.